# إيرني كوبر
إيرني كوبر هو عالم بيئة كندي، ولد في 16 سبتمبر 1956 في فيكتوريا في كندا.